# Philip Zimbardo
Philip George Zimbardo (Nova Iorque, 23 de março de 1933 – São Francisco, 14 de outubro de 2024) foi um psicólogo e professor emérito da Universidade de Stanford. Em 2003, recebeu o Prêmio IgNobel de psicologia pela sua tese em que descrevia os políticos como Uniquely Simple Personalities. Em 2005, recebeu o Havel Foundation Prize pela sua vida de pesquisas sobre a condição humana.
Trabalhou na cronologia da Experimento do aprisionamento de Standford e sua relação com os abusos na prisão de Abu Ghraib e outras formas de vilanias. Em 2007, lançou o livro O Efeito Lúcifer: Entendendo como pessoas boas se tornam diabólicas (The Luficer Effect: Understanding How Good People Turn Evil).
Foi presidente da Western Psychological Association em duas ocasiões, presidente da American Psychological Association, e escolhido Chair do Council of Scientific Society Presidents (CSSP).

## Estudo da prisão de Stanford
Em 1971, Zimbardo aceitou um cargo efetivo como professor de psicologia na Universidade de Stanford. Com uma bolsa do governo do Escritório de Pesquisa Naval dos EUA, ele realizou o experimento da prisão de Stanford, no qual 24 estudantes universitários do sexo masculino foram selecionados (de um grupo de 75 candidatos). Após uma triagem de saúde mental, os homens restantes foram designados aleatoriamente para serem "prisioneiros" ou "guardas" em uma prisão simulada localizada no porão do prédio de psicologia em Stanford.  Os prisioneiros foram confinados a uma cela de 1,8 m × 2,7 m) com portas pretas com barras de aço. A única mobília em cada cela era um berço. O confinamento solitário era um pequeno armário apagado. O objetivo de Zimbardo para o estudo da prisão de Stanford era avaliar o efeito psicológico em um aluno (designado aleatoriamente) de se tornar um prisioneiro ou guarda prisional.  Um artigo de 1997 do Stanford News Service descreveu os objetivos do experimento com mais detalhes:
A principal razão de Zimbardo para conduzir o experimento foi focar no poder dos papéis, regras, símbolos, identidade de grupo e validação situacional do comportamento que geralmente repeliria indivíduos comuns. "Eu vinha conduzindo pesquisas há alguns anos sobre desindividuação, vandalismo e desumanização que ilustravam a facilidade com que as pessoas comuns podiam ser levadas a se envolver em atos anti-sociais, colocando-as em situações em que se sentiam anônimas, ou podiam perceber os outros de maneiras que os tornavam menos que humanos, como inimigos ou objetos, " Zimbardo disse no simpósio de Toronto no verão de 1996. 

### Experimento
O próprio Zimbardo participou do estudo, desempenhando o papel de "superintendente prisional" que poderia mediar disputas entre guardas e prisioneiros. Ele instruiu os guardas a encontrar maneiras de dominar os prisioneiros, não com violência física, mas com outras táticas, beirando a tortura, como privação de sono e punição com confinamento solitário. Mais tarde no experimento, quando alguns guardas se tornaram mais agressivos, tirando os berços dos prisioneiros (para que eles tivessem que dormir no chão) e forçando-os a usar baldes mantidos em suas celas como banheiros, e depois recusando permissão para esvaziar os baldes, nem os outros guardas nem o próprio Zimbardo intervieram. Sabendo que suas ações foram observadas, mas não repreendidas, os guardas consideraram que tinham aprovação implícita para tais ações.
Em entrevistas posteriores, vários guardas disseram aos entrevistadores que sabiam o que Zimbardo queria que acontecesse e fizeram o possível para que isso acontecesse.  Menos de dois dias inteiros após o início do estudo, um preso fingiu sofrer de depressão, raiva descontrolada e outras disfunções mentais. O prisioneiro acabou sendo libertado depois de gritar e agir de maneira instável na frente dos outros presos. Ele revelou mais tarde que fingiu esse "colapso" para sair do estudo mais cedo. Este prisioneiro foi substituído por um dos suplentes. 

### Resultados
Ao final do estudo, os guardas haviam conquistado o controle total sobre todos os seus prisioneiros e estavam usando sua autoridade ao máximo. Um prisioneiro chegou a iniciar uma greve de fome. Quando ele se recusou a comer, os guardas o colocaram em confinamento solitário por três horas (embora suas próprias regras estabelecessem que o limite de que um prisioneiro poderia estar em confinamento solitário era de apenas uma hora). Em vez de os outros prisioneiros considerarem esse preso como um herói e acompanharem sua greve, eles gritaram juntos que ele era um prisioneiro ruim e um encrenqueiro. Prisioneiros e guardas se adaptaram rapidamente aos seus papéis, fazendo mais do que o previsto e resultando em situações perigosas e potencialmente psicologicamente prejudiciais. O próprio Zimbardo começou a ceder aos papéis da situação. Ele teve que ser mostrado a realidade do estudo por Christina Maslach, sua namorada e futura esposa, que acabara de receber seu doutorado em psicologia.  Zimbardo afirmou que a mensagem do estudo é que "as situações podem ter uma influência mais poderosa sobre nosso comportamento do que a maioria das pessoas aprecia, e poucas pessoas reconhecem [isso]".
No final do estudo, depois que todos os prisioneiros foram libertados, todos foram trazidos de volta para a mesma sala para avaliação e para serem capazes de expressar seus sentimentos uns com os outros. As preocupações éticas sobre o estudo muitas vezes o comparam ao experimento de Milgram, que foi realizado em 1961 na Universidade de Yale por Stanley Milgram, ex-amigo de Zimbardo no ensino médio.  
Mais recentemente, Thibault Le Texier, da Universidade de Nice, examinou os arquivos do experimento, incluindo vídeos, gravações e anotações manuscritas de Zimbardo, e argumentou que "os guardas sabiam quais resultados o experimento deveria produzir ... Longe de reagir espontaneamente a esse ambiente social patogênico, os guardas receberam instruções claras sobre como criá-lo ... Os experimentadores intervieram diretamente no experimento, seja para dar instruções precisas, para relembrar os propósitos do experimento ou para definir uma direção geral ... Para obter sua participação total, Zimbardo pretendia fazer os guardas acreditarem que eram seus assistentes de pesquisa.  Desde sua publicação original em francês acusações de Le Texier foram examinadas por comunicadores científicos nos Estados Unidos. Em seu livro Humankind – a hopeful history (2020 historiador Rutger Bregman discute as acusações de que todo o experimento foi falsificado e fraudulento; Bregman argumentou que esse experimento é frequentemente usado como um exemplo para mostrar que as pessoas sucumbem facilmente ao mau comportamento, mas Zimbardo foi menos do que sincero sobre o fato de ter dito aos guardas para agirem da maneira que agiram. Mais recentemente, um artigo de psicologia da American Psychological Association (APA) revisou esse trabalho em detalhes e concluiu que Zimbardo encorajou os guardas a agirem da maneira que agiram, então, em vez de esse comportamento aparecer por conta própria, ele foi gerado por Zimbardo.

### Testemunho no julgamento dos guardas prisionais de Abu Ghraib
Zimbardo discutiu as semelhanças entre o comportamento dos participantes do experimento da prisão de Stanford e o abuso de prisioneiros em Abu Ghraib. Ele não aceitou a alegação do presidente do Estado-Maior Conjunto, general Richard Myers, de que os eventos foram devidos a alguns soldados desonestos e que não representavam os militares. Em vez disso, ele considerou a situação em que os soldados estavam e considerou a possibilidade de que essa situação pudesse ter induzido o comportamento que eles exibiam. Ele começou com a suposição de que os abusadores não eram "maçãs podres" e estavam em uma situação como a do estudo da prisão de Stanford, onde pessoas física e psicologicamente saudáveis estavam se comportando de forma sádica e brutalizando os prisioneiros.  Zimbardo ficou absorto em tentar entender quem eram essas pessoas, fazendo a pergunta "eles são inexplicáveis, não podemos entendê-los". Isso o levou a escrever o livro O Efeito Lúcifer.

## O Efeito Lúcifer
O Efeito Lúcifer foi escrito em resposta às suas descobertas no Experimento da Prisão de Stanford. Zimbardo acreditava que as características da personalidade poderiam desempenhar um papel na forma como as ações violentas ou submissas se manifestam. No livro, Zimbardo diz que os humanos não podem ser definidos como bons ou maus porque temos a capacidade de agir como ambos, especialmente de acordo com a situação. Os exemplos incluem os eventos ocorridos no Centro de Detenção de Abu Ghraib, nos quais a equipe de defesa - incluindo Gary Myers - argumentou que não eram os guardas prisionais e interrogadores os culpados pelo abuso físico e mental dos detidos, mas as próprias políticas do governo George W. Bush. De acordo com Zimbardo, "Pessoas boas podem ser induzidas, seduzidas e iniciadas a se comportar de maneiras más. Eles também podem ser levados a agir de maneiras irracionais, estúpidas, autodestrutivas, antissociais e irracionais quando estão imersos em 'situações totais' que afetam a natureza humana de maneiras que desafiam nosso senso de estabilidade e consistência da personalidade individual, do caráter e da moralidade. No The Journal of the American Medical Association,  existem sete processos sociais que lubrificam "a ladeira escorregadia do mal":
- Dando o primeiro pequeno passo sem pensar
- Desumanização dos outros
- Desindividualização de si mesmo (anonimato)
- Difusão da responsabilidade pessoal
- Obediência cega à autoridade
- Conformidade acrítica com as normas do grupo
- Tolerância passiva do mal por inação ou indiferença

## Inventário de Perspectiva de Tempo Zimbardo
Em 2008, Zimbardo publicou seu trabalho com John Boyd sobre a Teoria da Perspectiva de Tempo e o Inventário de Perspectiva de Tempo de Zimbardo (ZTPI) em O Paradoxo do Tempo: A Nova Psicologia do Tempo que Mudará Sua Vida. Em 2009, ele conheceu Richard Sword e começou a colaborar para converter a Teoria da Perspectiva do Tempo em uma terapia clínica, iniciando um estudo piloto de quatro anos e estabelecendo a terapia da perspectiva do tempo.  Em 2009, Zimbardo fez sua palestra no Ted "A Psicologia do Tempo" sobre a Teoria da Perspectiva do Tempo. De acordo com este Ted Talk, existem seis tipos de diferentes Perspectivas de Tempo que são TP Positivo Passado (Perspectiva de Tempo), TP Negativo Passado, TP Hedonismo Presente, TP Fatalismo Presente, TP Orientado a Objetivos de Vida Futura e TP Transcendental. A terapia da Perspectiva do Tempo tem semelhanças com a Terapia do Botão de Pausa, desenvolvida pelo psicoterapeuta Martin Shirran, com quem Zimbardo se correspondeu e conheceu na primeira Conferência Internacional de Perspectiva do Tempo na Universidade de Coimbra, Portugal. Zimbardo escreveu o prefácio da segunda edição do livro de Shirran sobre o assunto.

## Projeto de Imaginação Heróica
Zimbardo foi o fundador e diretor do Heroic Imagination Project (HIP), uma organização sem fins lucrativos dedicada a promover o heroísmo na vida cotidiana.  Desde 2010, o PGI tem se concentrado em programas educacionais nos Estados Unidos e no mundo para ensinar as pessoas a resistir a comportamentos como bullying, tolerância e conformidade negativa e incentivar ações sociais positivas. O conceito de "banalidade do heroísmo", introduzido pelo Dr. Zimbardo e pelo Dr. Zeno Franco em 2006, serve como um princípio orientador para o Projeto Imaginação Heróica, enfatizando a crença de que promover uma cultura de heroísmo pode capacitar os indivíduos a agir positivamente e fazer mudanças impactantes em suas comunidades.  Zimbardo publicou um artigo contrastando heroísmo e altruísmo em 2011 com Zeno Franco e Kathy Blau na Review of General Psychology.

## Síndrome de Intensidade Social (SIS)
Em 2008, Zimbardo começou a trabalhar com Sarah Brunskill e Anthony Ferreras em uma nova teoria denominada Síndrome de Intensidade Social (SIS). SIS é um novo termo inventado para descrever e normalizar os efeitos que a cultura militar tem na socialização de soldados ativos e veteranos. Zimbardo e Brunskill apresentaram a nova teoria e uma análise fatorial preliminar dela acompanhando a pesquisa na Western Psychological Association em 2013.  Brunskill concluiu a coleta de dados em dezembro de 2013. Por meio de uma análise fatorial de componente exploratória, análise fatorial confirmatória, consistência interna e testes de validade demonstraram que o SIS era um construto confiável e válido para medir a socialização militar.

## Morte
Zimbardo morreu no dia 14 de outubro de 2024, em sua residência, em São Francisco, Califórnia.

## Publicações
- Influencing attitudes and changing behavior: a basic introduction to relevant methodology, theory, and applications. Col: Topics in social psychology Revised printing ed. Reading, Massachusetts: Addison-Wesley Publishing Company. 1970. ISBN 978-0-201-08790-1
- The Cognitive Control of Motivation: The Consequences of Choice and Dissonance (em inglês). [S.l.]: Scott, Foresman. 1969. ISBN 978-2-00-100017-3
- Stanford Prison Experiment: A Simulation Study of the Psychology of Imprisonment (em inglês). [S.l.]: Philip G. Zimbardo, Incorporated. 1972
- Influencing attitudes and changing behavior: a basic introduction to relevant methodology, theory, and applications. Col: Topics in social psychology Revised printing ed. Reading, Massachusetts: Addison-Wesley Publishing Company. 1970. ISBN 978-0-201-08790-1
- Canvassing for Peace: A Manual for Volunteers (em inglês). [S.l.]: Society for the Psychological Study of Social Issues. 1970
- Influencing attitudes and changing behavior: an introduction to method, theory, and applications of social control and personal power. Col: Topics in social psychology 2d ed. Reading, Mass: Addison-Wesley Pub. Co. 1977. ISBN 978-0-201-08796-3
- Dempsey, David; Zimbardo, Philip G. (1978). Psychology & you 1st ed. Glenview, Ill: Scott, Foresman. ISBN 978-0-673-15086-8
- Shyness: what it is, what to do about it. Cambridge, Mass: Perseus Books. 1989. ISBN 978-0-201-55018-4
- The psychology of attitude change and social influence. Philadelphia: Temple University Press. 1991. ISBN 978-0-87722-852-3
- Psychology 3rd ed. Boston, u.a: Allyn and Bacon. 2000. ISBN 978-0-321-03432-8
- The shy child: a parent's guide to preventing and overcoming shyness from infancy to adulthood. Cambridge, Mass: Malor Books. 1999. ISBN 978-1-883536-21-3
- Psychology: core concepts 5th ed. Boston, MA: Pearson/Allyn and Bacon. 2006. ISBN 978-0-205-42428-3
- Psychology and life 17th ed. Boston: Pearson/Allen and Bacon. 2004. ISBN 978-0-205-41799-5
- The lucifer effect: understanding how good people turn evil 1. ed. New York, NY: Random House. 2007. ISBN 978-1-4000-6411-3
- The time paradox: the new psychology of time that will change your life 1st Free press hardcover ed. New York: Free Press. 2008. ISBN 978-1-4165-4198-1. OCLC 191024075
- Levine, Robert; Rodrigues, Aroldo; Zelezny, Lynnette C., eds. (2008). «The Journey from the Bronx to Stanford to Abu Ghraib». Journeys in social psychology: looking back to inspire the future. New York: Psychology Press. pp. 85–104. ISBN 978-0-8058-6134-1. OCLC 192080462
- Cianciabella, Salvatore (2014). Siamo uomini e caporali: psicologia della disobbedienza. Milano: Angeli. ISBN 978-88-204-9248-9
- Maschi in difficoltà : perché il digitale crea sempre più problemi alla nuova generazione e come aiutarla (em inglês). [S.l.]: F. Angeli. 2017. ISBN 978-88-917-4406-7. OCLC 1006524191
- Man (dis)connected: how technology has sabotaged what it means to be male First published ed. London Sydney Auckland Johannesburg: Rider. 2015. ISBN 978-1-84604-484-7
- Man, interrupted: why young men are struggling & what we can do about it. Newburyport, MA: Conari Press. 2016. ISBN 978-1-57324-689-7